# Otilovići
Otilovići este un sat din comuna Pljevlja, Muntenegru. Conform datelor de la recensământul din 2003, localitatea are 233 de locuitori (la recensământul din 1991 erau 305 locuitori).

## Demografie
În satul Otilovići locuiesc 204 persoane adulte, iar vârsta medie a populației este de 46,5 de ani (44,5 la bărbați și 48,5 la femei). În localitate sunt 73 de gospodării, iar numărul mediu de membri în gospodărie este de 3,16.

Populația localității este foarte eterogenă.
|  |

| Demografie | Demografie | Demografie |
| An         | Locuitori  | Locuitori  |
| ---------- | ---------- | ---------- |
|            |            |            |
|            |            |            |
|            |            |            |
|            |            |            |
| 1948       | 514        |            |
| 1953       | 533        |            |
| 1961       | 523        |            |
| 1971       | 466        |            |
| 1981       | 428        |            |
| 1991       | 305        | 305        |
| 2003       | 233        | 233        |

| \| Componența etnică conform recensământului din 2003[2] \| Componența etnică conform recensământului din 2003[2] \| Componența etnică conform recensământului din 2003[2] \| Componența etnică conform recensământului din 2003[2] \| Componența etnică conform recensământului din 2003[2] \| \| ----------------------------------------------------- \| ----------------------------------------------------- \| ----------------------------------------------------- \| ----------------------------------------------------- \| ----------------------------------------------------- \| \| \| \| \| \| \| \| Sârbi \| Sârbi \| \| 131 \| 56,22% \| \| Muntenegreni \| Muntenegreni \| \| 80 \| 34,33% \| \| necunoscută \| necunoscută \| \| 0 \| 0% \| |              |  |     |        |
| Componența etnică conform recensământului din 2003 |              |  |     |        |
| |              |  |     |        |
| Sârbi | Sârbi        |  | 131 | 56,22% |
| Muntenegreni | Muntenegreni |  | 80  | 34,33% |
| necunoscută | necunoscută  |  | 0   | 0%     |